# Општина Шуцешти (Браила)
Шуцешти (рум. Şuţeşti) општина је у Румунији у округу Браила.
Oпштина се налази на надморској висини од 30 m.